# Менкенов, Гаря Гакович
Гаря́ Га́кович Менке́нов (23 мая 1923, Астраханская губерния — 23 октября 2015, Калмыкия) — старший гуртоправ совхоза «Ергенинский» Приозёрного района Калмыцкой АССР, Герой Социалистического Труда (1971). Депутат Верховного Совета Калмыцкой АССР. Почётный гражданин Республики Калмыкия.

## Биография
Родился в селе Годжур Енотаевского уезда Астраханской губернии (ныне Кетченеровского района Калмыкии) в семье потомственного животновода, был четвёртым ребёнком из двенадцати. Окончив пять классов Абганеровской школы, начал трудовую деятельность с 1938 года в колхозе Ильича Кетченеровского улуса Калмыцкой АССР. С 1942 по 1947 год служил в рядах РККА, был призван на службу 10 марта 1942 года Сарпинским РВК Калмыцкой АССР. Служил в должности командира саперного отделения 13 ОАМинКОКБ 184 сд 96 гв. ОСБ в звании гвардии сержанта. Когда  28 декабря 1943 года началась операция «Улусы» и всех калмыков по национальному признаку депортировали в Сибирь, командира сапёрного взвода гвардии сержанта Менкенова не постигла участь калмыков-фронтовиков.
После окончания войны не оставил службу, разминировал минные поля на территории Латвии, Эстонии, Литвы. Особые воспоминания у ветерана войны связаны с Михайловским районом Псковской области, где он разминировал территорию, в частности, могилу Александра Сергеевича Пушкина, которую нацисты заминировали особо изощрённо: под неё через специальный тоннель было заложено 10 авиабомб по 120 килограммов каждая и специальные мины, с закреплёнными на них секретными боковыми и донными взрывателями. Спустя много часов тяжёлой и упорной работы, внимательно осмотрев могилу Пушкина и убедившись, что необезвреженных мин больше нет, Г. Менкенов установил табличку «Обезврежено. Мин нет», а внизу подписал мелом — «сержант Менкенов». За разминирование территории был награждён Почётной грамотой Псковского обкома КПСС. Орден Красной Звезды сержант Менкенов получил за выполнение тяжёлого задания: в одном из боёв он несколько часов, стоя по грудь в воде, обезвреживал мины на стратегически важном мосту во время холода и под непрерывном вражеским артиллерийским и пулемётным огнём.
После демобилизации в 1947 году, будучи в поисках своих родных и разделив участь депортированных калмыков, жил на спецспоселении в Андреевском районе Новосибирской области. Здесь же до 1958 года работал в колхозе «Путь к коммунизму» и за самоотверженную работу на колхозных полях от райкома ВЛКСМ был награждён благодарностью, кроме того, ему было присвоено звание Мастера сельского хозяйства II разряда по крупному рогатому скоту. В 1958 году Г. Г. Менкенов возвратился на родину и стал работать в колхозе «Ергенинский», поднимая разрушенное после войны и депортации хозяйство. Проработал он в этом колхозе в течение 30 лет старшим гуртоправом. В 1958 году вступил в КПСС.
Указом Президиума Верховного Совета СССР от 8 апреля 1971 года за выдающиеся успехи, достигнутые в развитии сельскохозяйственного производства и выполнение пятилетнего плана продажи государству продуктов животноводства Гаре Гаковичу Менкенову присвоено звание Героя Социалистического Труда с вручением ордена Ленина и золотой медали «Серп и Молот».
С 1984 года работал зоотехником, а в 1991 году вышел на пенсию.
Избирался депутатом Верховного Совета Калмыцкой АССР и членом Калмыцкого обкома КПСС.
Проживал в посёлке Ергенинский Кетченеровского района. Скончался 23 октября 2015 года на 93-м году жизни.

## Память
- В Элисте на Аллее героев установлен барельеф Гари Гаковича Менкенова.

## Награды
- Медаль «Серп и Молот» (08.04.1971);
- Орден Ленина (08.04.1971);
- Орден Отечественной войны II степени (11.03.1985);
- Орден Трудового Красного Знамени (22.03.1966);
- Орден Красной Звезды (22.09.1944);
- Медаль «За отвагу» (14.06.1944);
- Медаль «За победу над Германией в Великой Отечественной войне 1941—1945 гг.»;
- Медаль «Ветеран труда»;
- Медаль «За освоение целинных земель»;
- Медаль «За вклад в развитие агропромышленного комплекса» I степени;
- Звание «Почётный гражданин Республики Калмыкия» (1998).

## Источник
- Гаря Гакович Менкенов. Сайт «Герои страны».
- Гаря Гакович Менкенов: букл. // Наши земляки — Герои Социалистического Труда: компл. букл. / сост.: Г. Д. Андраева, З. Б. Очирова; ред. Е. Н. Бошева; худож. В. Я. Михин. — Элиста, 1987.
- Биографические сведения
- В Кетченеровском районе с юбилеем поздравили ветерана ВОВ Гарю Менкенова